# Леки крайцери тип „Фарго“
Фарго (на английски: Fargo) са тип леки крайцери на ВМС на САЩ от времето на Втората световна война. Всичко са поръчани 9 единици, но поради края на войната са построени 2: „Фарго“ (на английски: USS Fargo (CL-106)) и „Хънтингтън“ (на английски: USS Huntington (CL-107)). Представляват „лека“ версия на тежките крайцери от типа „Орегон Сити“.

## История на създаването
Полученият военен опит с крайцерите от типа „Кливланд“ показва необходимостта от промени. Предприетите изменения касаят намаляване на високото тегло и подобряване на подразделянето на отсеци: кулите на ГК (главния калибър) са по-ниски с 1 фут. Бордовите 5" кули са свалени на горната палуба. Също са свалени и 40 mm автомати. Котелните отделения са преразпределени, и всички димоходи са изведени в един комин. Тъй като турбини за икономичен ход поначало не са планирани, размерите на турбинните отделения са намалени. Изменена е формата на надстройката, за подобряване на ъглите на обстрел на зенитните оръдия. Кърмовият хангар е намален наполовина, за да се реши проблема с мястото за екипажа. Значително подобрени са мостиците, изменено е разположението на ПУАО. Планирани е построяването на 16 такива крайцери.

## Конструкция
Разработва се на базата на тежките крайцери тип „Балтимор“.
Външно и вътрешно напомня военният вариант на „Балтимор“ – „Орегон Сити“.

### Брониране
Общата маса на бронята съставлява 1661 тона – ? % стандартната водоизместимост (при „Кливланд“ 1568 тона – 13,18%), от тях за вертикалната са отделени 1344 тона.

### Енергетична установка
Енергетичната установка е с обща мощност 100 000 к.с., водотръбни котли (с параметри на парата налягане – 39,7 kg/cm², температура – 454°С), трябва да подсигури ход 32,5 възела. Имат четири турбогенератора с мощност по 600 кW и два дизел-генератора по 250 kW.

## Представители на проекта
| Име          | Корабостроителница                | Заложен            | Спуснат на вода     | Влиза в строй       | Съдба                           |
| ------------ | --------------------------------- | ------------------ | ------------------- | ------------------- | ------------------------------- |
| „Фарго“      | New York Shipbuilding Corporation | 23 август 1943 г.  | 25 февруари 1945 г. | 9 декември 1945 г.  | Утилизиран на 18 август 1971 г. |
| „Хънтингтън“ | New York Shipbuilding Corporation | 4 октомври 1943 г. | 8 април 1945 г.     | 23 февруари 1946 г. | Утилизиран на 16 май 1962 г.    |

## Оценка на проекта
„Орегон Сити“, „Фарго“ и USS Juneau (CL-119) са построени с оглед на опита получен през войната, но не успяват да участват в нея.

## Коментари
1. ↑  Всички данни се привеждат към момента на влизане в строй.
2. ↑  Буквите показват принадлежността към определен класː ВВ – линкор, СС, CL, СА – съответно линеен, лек или тежък крайцер, CV – самолетоносач, DD – разрушител, SS – подводница и т.н.